# Aleksandrovskij sad (stanice metra v Moskvě)

Stanice a okolní manipulační spojky i tratě

Aleksandrovskij sad (rusky Александровский сад) je stanice moskevského metra na Filjovské lince, její východní konečná.

## Charakter stanice
Aleksandrovskij sad je podzemní hloubená mělce založená stanice s bočními nástupišti. Ta jsou podpíraná každé jednou řadou osmibokých sloupů a další řada sloupů se pak nachází i mezi oběma kolejemi. Stanice byla zprovozněna 15. května 1935 jako součást historicky prvního úseku metra (pod názvem Ulica Kominterna), avšak jen jako větev první linky. Původně však vůbec v projektech zahrnuta nebyla, vzhledem k blízkosti další ze stanic, Biblioteky imeni Lenina. Po zprovoznění Arbatsko-Pokrovskaja linky se stala její součástí a původní větev tak mohla být zrušena (z tunelu původně Sokolničeské linky se stala manipulační spojka). Když ale byla třetí linka převedena do nového raženého úseku, Aleksandrovskij sad se stal jako stanice zbytečným. Nakonec až s otevřením Filjovské linky 8. listopadu 1958 byla stanice znovuotevřena a od té doby slouží cestujícím v podstatě beze změn.
Cestující odsud mohou přestupovat jak do stanice Arbatskaja, tak i do stanice Biblioteka imeni Lenina, ale již ne na Borovickou, protože mezi oběma stanicemi přestupní chodba vybudována nebyla a přístup tak je možný pouze přes stanice okolní.